# Quimper Volley 29 2016-2017
Questa voce raccoglie le informazioni riguardanti il Quimper Volley 29 nelle competizioni ufficiali della stagione 2016-2017.

## Organigramma societario
Area direttiva
- Presidente: Didier Nicot

Area tecnica
- Allenatore: Emmanuel Fouchet
- Allenatore in seconda: Lauriane Truchetet

## Rosa
| N° | Nome             | Ruolo | Data di nascita   | Nazionalità sportiva |
| -- | ---------------- | ----- | ----------------- | -------------------- |
| 1  | Aurélia Ebatombo | S     | 1º ottobre 1998   | Francia              |
| 2  | Grace Carter     | C     | 10 agosto 1989    | Regno Unito          |
| 3  | Ioana Pristavu   | L     | 2 ottobre 1986    | Romania              |
| 4  | Roxane Hasseni   | C     | 30 novembre 1991  | Francia              |
| 6  | Yaremis Mendaro  | S/O   | 21 aprile 1994    | Cuba                 |
| 7  | Nikolina Jelić   | S     | 9 novembre 1991   | Croazia              |
| 8  | Éléonore Cordier | P     | 1 giugno 1991     | Francia              |
| 9  | Kelly Oublié     | S     | 2 dicembre 1992   | Francia              |
| 11 | Cecília Aragão   | P     | 16 settembre 1991 | Brasile              |
| 12 | Marième Diagne   | C     | 23 ottobre 1989   | Senegal              |
| 16 | Marie Nevot      | S     | 14 dicembre 2000  | Francia              |
| 19 | Marion Goehry    | S     | 2 settembre 1998  | Francia              |
| 20 | Taiana Téré      | S     | 27 maggio 1986    | Francia              |